# Murat Ertürk
Murat Ertürk (ur. 9 maja 1994) – turecki zapaśnik walczący w stylu wolnym. Siódmy w Pucharze Świata w 2014. Mistrz Europy U-23 w 2017 i trzeci w 2015. Trzeci na mistrzostwach świata i Europy juniorów w 2014 roku.